# 2008년 10월
| 2008년: 1월 · 2월 · 3월 · 4월 · 5월 · 6월 · 7월 · 8월 · 9월 · 10월 · 11월 · 12월 |

| <          | 2008년 10월 | 2008년 10월 | 2008년 10월  | 2008년 10월 | 2008년 10월 | >          |
| 일         | 월          | 화          | 수           | 목          | 금          | 토         |
|            |             |             | 1 9.3 갑술   | 2 4 을해    | 3 5 병자    | 4 6 정축   |
| 5 7 무인   | 6 8 기묘    | 7 9 경진    | 8 10 신사    | 9 11 임오   | 10 12 계미  | 11 13 갑신 |
| 12 14 을유 | 13 15 병술  | 14 16 정해  | 15 17 무자   | 16 18 기축  | 17 19 경인  | 18 20 신묘 |
| 19 21 임진 | 20 22 계사  | 21 23 갑오  | 22 24 을미   | 23 25 병신  | 24 26 정유  | 25 27 무술 |
| 26 28 기해 | 27 29 경자  | 28 30 신축  | 29 10.1 임인 | 30 2 계묘   | 31 3 갑진   |            |

| - 10월 2일 - 최진실 편집하기 |

## 2008년10월 31일
- 서울에서 옛 나산백화점 재건축지가 붕괴돼 1명이 매몰되는 사고가 발생했다.
- 리비아가 대미 테러 보상금으로 15억 달러를 지급해 양국 외교 관계가 정상화 기로를 맞게 됐다.
- 티베트 역사상 최악의 눈폭풍으로 7명이 사망했다.
- 아프리카의 기존 경제 블록(COMESA, SADC, EAC)이 하나로 규모를 합치는 데 합의함에 따라 26개국 7억 5,700만 명의 규모로 확장됐다.

## 2008년10월 30일
- 시리아가 미국의 동부 공격에 따른 이의 제기를 유엔에 공식 제기했다.
- 말레이시아가 코소보를 주권 국가로 인정했다.
- 인도 아삼주 연쇄 테러로 66명이 죽고 470명 이상이 부상당했다.
- 영국 이스트 데본 지역에서 우박 폭풍이 발생해 세인트 메리와 호니튼 지역에 홍수가 발생했다.
- 캐나다의 총리인 스티픈 하퍼의 새 내각이 10월 14일 연방 총선 후 출범했다.

## 2008년10월 27일
- 페일린의 고향인 알래스카의 최대 일간지 앵커리지 데일리 뉴스가 버락 오바마를 지지한다고 밝혀 눈길을 끌었다.
- 미국 정부가 자국 9개 은행에 1,230억 달러를 지원하기로 했다고 미 재무성이 밝혔다.(Sky News)
- 파키스탄과 아프가니스탄 국경지대에 미군이 폭격을 가해 20명 정도가 사망했다.(AP via The Guardian) (BBC News)
- 두 명의 신나치주의자가 2008 미국 대선 후보인 버락 오바마를 암살하려다 붙잡혔다. (Reuters) 보관됨 2008-10-31 - 웨이백 머신

## 2008년10월 26일
- 예멘에서 사이클론 피해로 홍수가 발생해 58명 이상이 사망하고 2만 명 이상의 수재민이 생겼다.
- 미 공군이 시리아 동부의 아부 카말에 헬리콥터 폭격을 가해 8명이 사망했다.

## 2008년10월 25일
- 지부티가 유엔의 중재가 없다면 에리트레아와 전쟁을 감행할 것이라고 밝혔다.
- 아메리칸 아이돌 출신 제니퍼 허드슨의 가족이 총살된 채로 발견됐다.

## 2008년10월 24일
- 존 메케인 선거 지부의 봉사자 애슬리 토드가 오바마 측의 지지자에게 흉기 위협을 받았다고 폭로했다.
- 폴란드의 한 주간잡지가 위키백과 정보를 무단 인용해 저작권 침해 물의를 일으켰다.

## 2008년10월 22일
- 인도 북동부 마니푸르주의 주도 임팔에서 폭탄 테러가 발생해 최소 17명이 숨지고 30명 이상이 다쳤다.

## 2008년10월 20일
- 서울 강남구 논현동에 위치한 고시원에서 피의자 정상진(30세)의 방화흉기난동으로 인해 6명의 사망자와 7명의 중상자가 발생하였다.

## 2008년10월 18일
- 러시아가 아이슬란드에 대러시아 구자 금융안을 구체적으로 제공해줄 것을 공식 요청했다.
- 이란이 범죄를 저지른 아동에 대해 처벌을 금지하기로 결정했다.

## 2008년10월 17일
- 안양 초등학생 납치 살해 사건의 피고인에게 항소심 법원도 사형을 선고했다.
- 유엔 총회가 튀르키예, 오스트리아, 일본, 우간다, 멕시코를 안전보장이사회 비상임 이사국으로 선출했다.

## 2008년10월 16일
- 일함 알리예프가 아제르바이잔의 대통령으로 당선됐다.

## 2008년10월 15일
- 스티븐 하퍼 총리가 이끄는 보수당이 2008년 캐나다 연방 총선거에서 승리했다.
- 인도의 아라빈드 아디가가 데뷔작 《화이트 타이거》로 맨 부커 상을 받았다.

## 2008년10월 13일
- 2008년 노벨 경제학상 수상자로 미국의 폴 크루그먼이 선정되었다.
- 다우존스가 경기 침체에서 벗어날 전망에 힘입어 935 포인트가 오르며 11.1% 급등했다.
- 유럽 연합이 벨로루시 내각이 자국내 민주 개혁을 이루도록 타 유럽국가 방문을 당분간 불허하기로 했다고 밝혔다.

## 2008년10월 12일
- 인도 케랄라주 출신 수녀 알폰사 무타투파다투가 로마 가톨릭에서 인도인 최초의 성녀가 되었다.
- 오스트레일리아 총리 케빈 러드가 자국내 모든 예금 보호 조치를 취하겠다고 밝혔으며 뉴질랜드와 아랍에미리트도 같은 발표를 했다.

## 2008년10월 11일
- 미국 정부가 조선민주주의인민공화국을 테러 지원국 명단에서 제외할 것이라고 AP통신이 보도했다.
- 체첸 공화국에서 5.8 Mw의 지진이 발생하여 13명이 사망했다.

## 2008년10월 10일
- 2008년 노벨 평화상 수상자로 핀란드의 마르티 아티사리가 선정되었다.
- 미 코네티컷주 법원이 거주민의 동성 결혼을 허용하기로 결정했다.
- 옥스팜이 에티오피아의 기아 인구가 6백 40만명으로 늘어났다고 경고했다.

## 2008년10월 9일
- 대법원이 숭례문 방화 사건의 피의자 채종기(70세)에게 징역 10년을 선고한 원심을 확정하였다.
- 2008년 노벨 문학상 수상자로 프랑스의 장마리 귀스타브 르 클레지오가 선정되었다.
- 아이슬란드가 자국내 3대 은행을 국유화하는 등 국가 부도 위기를 맞았다.
- 몬테네그로, 마케도니아가 코소보를 주권국으로 인정함에 따라 유엔 회원국 중 50개국이 코소보를 자주 국가로 인정하게 됐다.
- 조선민주주의인민공화국 당국이 소로켓 발사를 위해 황해 인근의 선박 운항을 중지시켰다.(로이터)
- 북대서양조약기구가 국제 연합 평화유지군의 일원으로 소말리아에 해적 소탕군을 파병하기로 결의했다.

## 2008년10월 8일
- 미국 연방준비제도이사회를 비롯한 세계 7개 주요국 중앙은행들이 일제히 전격적인 금리인하를 실시했다.
- 2008년 노벨 화학상 수상자로 미국의 마틴 첼피, 로저 첸과 일본의 시모무라 오사무 3인이 공동 선정되었다.
- 몰디브에서 최초로 민주주의 대통령선거가 진행 중이며, 현직 대통령인 마우문 압둘 가윰을 포함하여 6명의 후보자가 경선에 나섰다.
- 예티 항공 103편 비행기가 네팔 영토의 에베레스트 인근에 부딪혀 폭발해 18명의 승객이 숨졌다.
- 우크라이나 의회가 대통령령으로 해산돼 조기 선거가 이뤄질 전망이다.

## 2008년10월 7일
- 2008년 노벨 물리학상 수상자로 일본의 마스카와 도시히데, 고바야시 마코토, 난부 요이치로 3인이 공동 선정되었다.
- 포르투갈이 코소보를 주권국가로 인정하기로 했다.

## 2008년10월 6일
- 2008년 노벨 생리학·의학상 수상자로 독일의 하랄트 주어 하우젠과 프랑스의 프랑수아 바르 시누시·뤽 몽타뉘에 3인이 공동 선정되었다.
- 미국 현지시간 오전 10시 4분경(한국시간 오후 11시 4분), 다우지수 10,000선이 장중에 붕괴되었다.
- 키르기스스탄과 타지키스탄 국경지대에서 진도 6.6의 강진이 발생해 60명이 사망했다.
- 티베트와 인근 중국 북부 지역에서도 진도 6.4의 강진과 5.0 지진이 연달아 발생해 9명에서 30명 정도가 사망했다.

## 2008년10월 5일
- 튀르키예에서 아프가니스탄, 미얀마 출신의 불법이민자 18명이 트럭 사고로 즉사했다.
- 이라크에서 헬리콥터 추락 사고로 이라크 군인 1명이 숨지고 4명의 미군, 이라크군인이 부상당했다.

## 2008년10월 4일
- 미국 정부의 구제금융 법안이 상원에 이어 하원에서도 통과되었다.
- 오스트레일리아 정부가 멜라민 검출로 중국산 우유 제품 수입을 전면 금지하겠다고 밝혔다.
- 미국이 중국과 타이완의 세력균형을 위해에 수십억 달러 상당의 무기 판매를 허용하기로 결정했다.
- 알카에다의 고위 사령관인 마히르 알 주바이디가 미군의 공격으로 티그리스강 동쪽변에서 사살당했다.

## 2008년10월 2일
- 대한민국의 배우 최진실이 이날 오전 자택에서 숨진 채 발견되었다.
- 우크라이나의 현직 대통령 빅토르 유셴코가 그루지아 사태의 책임을 물어 탄핵 압박을 받게 됐다.

## 2008년10월 1일
- 대한민국 식품의약품안전청의 검사 결과, 뉴질랜드산 분유 원료에서도 멜라민이 검출되었다.
- 대한민국 국군이 건군 60년을 맞이하는 국군의 날 행사를 하였다.
- 일본 오사카에서 아파트 화재 사고로 15명이 숨졌다.
- 미 육군이 아프리카 국가를 대상으로 하는 아프리카 전략사령부를 열었다.
- 인도 동부 트리푸라 주의 아가르탈라에서 폭탄 사고가 일어나 4명이 숨지고 100여 명이 다쳤다.